# Jardín botánico de Shanghai
El jardín botánico de Shanghai (en chino, 上海植物园) o en pinyin, Shanghai Zhiwuyuan, es un jardín botánico de 81 hectáreas (200 acres) que se encuentra en la ciudad de Shanghái en China.
Depende administrativamente de la municipalidad de Shanghái. 
Presenta trabajos para la Agenda Internacional para la Conservación en los Jardines Botánicos.
El código de identificación internacional del Jardín Botánico de Shanghai, así como las siglas de su herbario es SHANG.

## Localización
Se puede llegar a él por el metro de Shanghái, "Shanghai Metro Line 3" a las estaciones de "Shanghai South Railway Station" o de "Shilong Road Station". Alternativamente, se puede acceder por el tren de cercanías desde la "Shanghai South Railway Station".
Jardín Botánico de Shanghai n.º 1111 Longwu Road, distrito de Xuhui Shanghái 200231, China.
Planos y vistas satelitales.31°8′52″N 121°26′17″E / 31.14778, 121.43806
- Altitud 4 m s. n. m.
- Temperatura media anual 17.7 °C
- Promedio de lluvia anual 1143 mm.

## Historia
El jardín botánico de Shanghai fue establecido en 1974, y se encuentra en el sitio del vivero de Longhua.
Es uno de los mayores jardines de la ciudad y el primer jardín botánico que se inauguró en 1978 después de cuatro años de construcción y remodelado paisajista.
El mayor jardín botánico municipal en China, que ha ganado premios en los Países Bajos y Canadá con exhibiciones vegetales.
El jardín botánico no pertenece aún como miembro del Botanic Gardens Conservation International, si bien pertenece al International Agenda Registrant.

## Colecciones

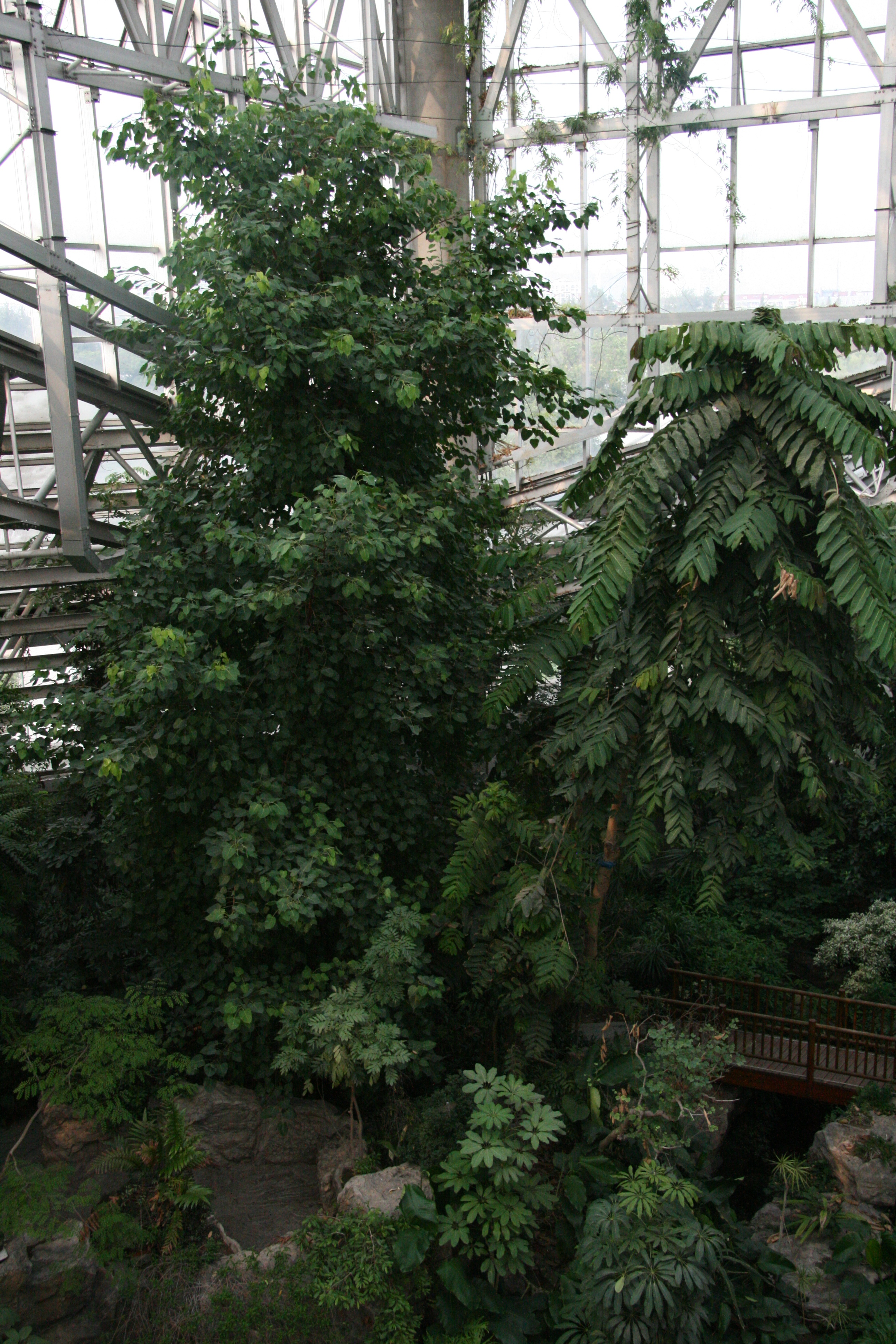
Dentro del tropicarium.

Cubriendo 81,86 hectáreas, el jardín cuenta con una variada colección de plantas chinas, incluyendo 3500 especies de flora regionales locales del Medio y Bajo Río Yangtzé.
"El Jardín de Penjing" fue establecido en 1978 y es de 4 hectáreas (9.9 acres) de tamaño. "El museo penjing" fue añadido en 1995.
El Tropicarium con 5.000 metros cuadrados se abrió al público en 2001, es un jardín de invierno con 3500 especies de plantas tropicales y subtropicales.
Fundado en 1988, "El Jardín de las Magnolias" cubre 1,51 hectáreas y cuenta con 40 especies, incluyendoMagnolia denudata, Magnolia liliiflora, Magnolia grandiflora, Magnolia cylindrica, Magnolia amoena, Michelia chapensis, Liriodendron chinense y Magnolia × soulangeana entre otras.
Establecido en 1980, "El Jardín de las Peonías" cubre 3,24 hectáreas y cuenta con 120 variedades de peonías arbóreas que se desarrollaron en China.
"El Jardín de los Bambú" se constituyó en 1978 y tiene 74 especies de bambú a través de sus 3,6 hectáreas.
Las 5.33 hectáreas de "El Jardín de las Coníferas" contiene 280 especies y variedades de coníferas.
El jardín botánico cuenta además con otros espaciosos sectores especializados en azaleas, rosas, osmanthus, helechos, y aceres. El jardín de orquídeas está considerado como el mejor de toda China. 
Son de destacar:
- Sección de evolución de las plantas, donde se llevan a cabo experimentos de cultivos de plantas.
- Jardín de plantas tradicionales, donde las plantas medicinales tradicionales se cultivan y se cosechan.
- Jardín de Bonsái Penjing, (requiere una entrada aparte), con cientos de bonsái que se exhiben en un gran complejo de corredores, canchas, estanques y rocallas.
- Rocalla Penjing, en la que las rocas son modeladas y dispuestas para formar montañas en miniatura con sus cursos de agua y su vegetación. Este es el mayor parque paisajista en macetas de toda China.
- Invernadero de exhibiciones es una estructura de invernadero de plantas de nueva construcción que consta de dos ambientes separados:
  - Plantas tropicales, con 3500 plantas tropicales procedentes del sudeste de Asia
  - Plantas de los desiertos, con una colección de suculentas y cactus procedentes de todo el mundo.

## Servicios

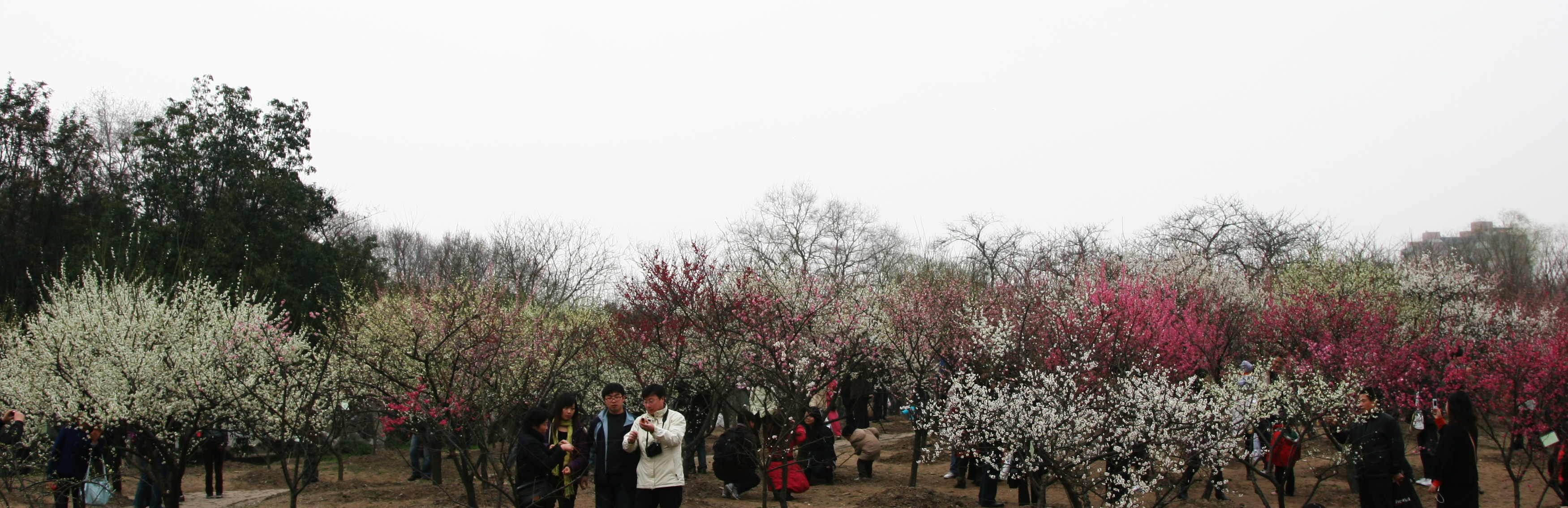
Colección de albaricoqueros japoneses en floración.

- Salas de exposiciones
- Restaurantes
- Puestos de venta